# 奥村栄通
奥村 栄通（おくむら てるみち、文化9年7月20日（1812年8月26日） - 明治10年（1877年）3月30日）は、加賀藩年寄。加賀八家奥村宗家第13代当主。
父は奥村質直。養父は奥村栄親。子は奥村栄滋、前田孝敬（豊）室従。幼名竹麻呂。通称織人、初名従之。助右衛門。号竹麻呂。官位は従五位河内守、伊予守。

## 生涯
文化9年（1812年）7月20日、加賀藩年寄奥村質直の八男として生まれる。天保15年（1844年）11月、奥村栄親の末期養子として家督相続する。人持組頭、年寄、金沢城代を歴任した。
安政3年（1857年）12月、従五位下河内守に叙任する。弘化4年（1847年）8月、藩主前田斉泰の八男静之介（前田直會）誕生の際に蟇目役を務める。文久2年（1862年）10月、伊予守に遷任する。元治元年（1864年）、加賀藩世子前田慶寧と共に藩兵を率いて上洛し伏見警護の任にあたる。慶寧の帰国後も京に留まり禁裏守護にあたる。長州藩に接近する慶寧を諌めるも聞き入れられず、禁門の変が起こると慶寧が退京したため、加賀藩は朝廷と幕府から疑いを受け、その後始末に奔走した。同年10月、斉泰より遠慮を申し付けられる。慶応元年（1865年）8月許され、処分を解かれる。明治元年（1868年）10月、河内守に復す。12月、金沢藩執政となる。
明治2年（1869年）、隠居して家督を嫡男栄滋に譲り竹麻呂と号した。明治10年（1877年）3月30日没。享年66。法号桂昌院栄通竹翁居士。